# علی سلیمان (بازیکن فوتبال)
علی سلیمان (انگلیسی: Ali Sulieman؛ زادهٔ ۱۲ سپتامبر ۲۰۰۰) بازیکن فوتبال اهل اریتره است.
وی همچنین در تیم ملی فوتبال اریتره بازی کرده است.